# Robin Hardy
Robin Hardy, nome completo Robin St. Clair Rimington Hardy (Londra, 2 ottobre 1929 – Reading, 1º luglio 2016), è stato un regista britannico famoso per aver diretto il film The Wicker Man.

## Biografia
Hardy nacque a Wimbledon (Londra) il 2 ottobre 1929 e studiò arte a Parigi. 
Lavorò a lungo negli Stati Uniti dove realizzò drammi televisivi e per tredici anni lavorò insieme ad Anthony Shaffer. Tornato a Londra si dedicò a spot commerciali. Successivamente scrisse romanzi storici e fu coinvolto nella realizzazione di parchi a tema storico negli Stati Uniti. Oltre a Cowboys for Christ, Hardy pubblicò una novelization di The Wicker Man, così come il racconto The Education of Don Juan.
Hardy è deceduto il 1º luglio 2016.

## Filmografia

### Regista
- The Wicker Man (1973)
- The Fantasist (1986)
- The Wicker Tree (2011)

### Sceneggiatore
- The Fantasist, regia di Robin Hardy (1986)
- Forbidden Sun, regia di Zelda Barron (1988)
- The Wicker Tree, regia di Robin Hardy (2011)

### Attore
- The Wicker Man, regia di Robin Hardy (1973)
- Somebody's Daughter – serie TV, 5 episodi (1978)

## Riconoscimenti
- 1979 - Saturn Award
  - Candidatura per la miglior regia per The Wicker Man

- 2006 - Rondo Hatton Classic Horror Awards
  - Best DVD Commentary per The Wicker Man (con Christopher Lee · Edward Woodward · Mark Kermode)

## Opere
- The Wicker Man (1978) con Anthony Shaffer
- Cowboys for Christ: On May Day (2006)